# Домініка
Співдру́жність Доміні́ки — острівна держава на межі Карибського моря і Атлантичного океану, що розташована між Гваделупою і Мартинікою.
Домініка — гірський острів з тропічними лісами, площею 751 км². Столиця Розо. Експорт: банани, кокоси, цитрусові, лаврова олія.
Населення переважно африканці за походженням, також на острові мешкає невелика кількість аборигенів-карибів (близько 500 осіб). Державна мова — англійська, та серед населення поширена креольська мова — домініканський патуа.

## Історія
У 1635 Франція проголосила свій суверенітет над Домінікою. Незабаром після цього французькі місіонери стали першими європейськими жителями острова. Освоєння Карибських островів тривало. Однак, У 1660-ті роки французи і британці уклали угоду, за якою Домініку і Сент-Вінсент слід було залишити їх тодішнім жителям індіанцям-карибам. Острів залишався офіційно нічийним протягом наступного століття через активний опір корінних жителів індіанців-карибів, але привабливість його ресурсів, природно, зберігалася; конкуруючі експедиції британських і французьких лісників заготовляли деревину в першій половині XVIII-го століття, але закріпитися на острові європейці не могли.
Значною мірою через положення Домініки між Мартинікою і Гваделупою, вплив Франції, в кінцевому результаті, став переважаючим, було організовано французьке управління островом, поступово збільшувалася ступінь його освоєності. Але укладений в 1763 Паризький мир, який ознаменував кінець Семирічної війни, зробив Домініку британським володінням. 1778 року, під час Війни за незалежність американських колоній, французи успішно окупували острів, в чому їм дуже допомогла безумовна лояльність населення. Паризький мир 1783, який закінчив війну, повернув острів Великій Британії. Французькі вторгнення в 1795 і 1805 рр. закінчилися невдало.
У 1763 році британці заснували законодавчі збори, які представляли тільки біле населення. 1831 року, відображаючи лібералізацію офіційних британських поглядів на міжрасові відносини, з'явився білль Брауна, що дарував політичні та соціальні права вільним кольоровим. Троє африканців були обрані в законодавчі збори наступного року. Незабаром після скасування рабства, в 1838 році, Домініка стала єдиною британською карибською колонією в XIX-му столітті, чий законодавчий орган дійсно представляв африканську більшість населення і складався переважно з африканців. Більшість африканців-депутатів була дрібними фермерами або торговцями, які дотримувалися економічних і соціальних поглядів, різко нетерпимих по відношенню до інтересів маленького, але багатого класу англійських плантаторів. Реагуючи на можливу загрозу своєму становищу, плантатори стали активно лобіювати ідею більш прямого британського управління.
У 1865 році, після багатьох років подібної агітації, що створювала чималу напруженість у суспільстві острова, міністерство у справах колоній замінило виборчі збори таким органом, половина членів якого як і раніше обиралися, а половина — призначалися. Плантатори взаємодіяли з колоніальною адміністрацією, досить ефективно блокуючи рішення обраних депутатів в дуже і дуже багатьох випадках. 1871 року Домініка стала частиною Федерації Підвітряних островів. Влада африканського населення поступово дедалі більше і більше сходила нанівець. 1896 року було встановлено пряме управління колонією з боку Британії. Всі політичні права величезної більшості населення були сильно урізані. Матеріальна допомога в цілях розвитку, пропонована як компенсація за позбавлення громадянських прав, мала незначний ефект.
Незабаром розпочалася Перша світова війна, а також підвищення політичної свідомості всюди в акваторії Карибського моря призвело до формування Асоціації Представницького правління. Маніпулюючи розчарованістю суспільства, що виникла через формальності виборчої системи, не сприяла ефективній участі основної маси населення в управлінні Домінікою, ця група отримала одну третину обраних місць законодавчих зборів в 1924-му і половину в 1936-му році. Майже відразу ж після цього, Домініка була відокремлена від Федерації Підвітряних островів і управлялася окремо до 1958 року, коли була приєднана до недовговічної Федерації Вест-Індії.
Після того, як федерація розпалася, Домініка стала пов'язаним державою Сполученого Королівства в 1967 році і формально взяла відповідальність за свої внутрішні справи. 3 листопада 1978 Сполучене Королівство офіційно надало повну незалежність Співдружності Домініки. Патрік Джонс став прем'єр-міністром. Після поразки на загальних виборах Джонс спробував скинути уряд у 1982, у 1985 був визнаний винним.
Незалежність дала зовсім небагато для розв'язання проблем багатовікової економічної відсталості острова, і в середині 1979 політичне невдоволення призвело до формування тимчасового уряду. Воно було замінене після виборів 1980 урядом на чолі з лідером Партії Свободи Домініки Прем'єр-міністром Юджинією Чарльз, першим прем'єр-міністром-жінкою серед усіх країн Карибського моря. Хронічні економічні проблеми були посилені серйозним впливом ураганів У 1979-му і У 1980-му роках.
У 1981 Домініка опинилася під загрозою втрати суверенітету через вторгнення іноземних військових найманців.
У 1991 намітилася інтеграція з іншими островами архіпелагу.

## Географія

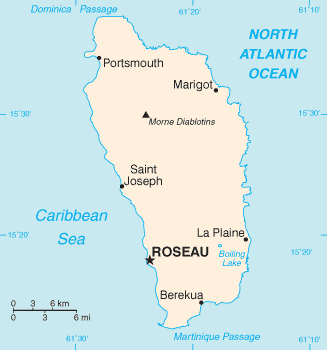
Карта Домініки

Домініка — острів вулканічного походження. Він гористий, є декілька вулканів. Найвищий — Дьяблотен (1447 м). Зараз на Домініці немає діючих вулканів, але вулканічна діяльність проявляється у вигляді гейзерів, гарячих джерел і невеликих озер з киплячою водою. На узбережжі — пляжі з чорним і жовтим піском.
Клімат тропічний, вологий, спека пом'якшується пасатними вітрами. Середні місячні температури — від 25 до 27 °C. Опадів випадає від 700 до 1200 мм на рік, переважно з серпня по листопад. Найкраща погода — з листопада по березень. З липня по вересень — період ураганів.
Рослинний покрив дуже багатий, збереглися тропічні ліси. Тваринний світ представлений переважно птахами. Оточуючі морські води багаті рибою.
Домініку іноді називають «Острів Природи Карибського моря», що, мабуть, відображає його первісну природну красу. Це — наймолодший острів серед Малих Антильських островів, сформованих вулканічною активністю, відлунням якої можна вважати існування другого за величиною в світі озера з киплячою водою. На острові є пишні гористі тропічні ліси, які є домівкою для багатьох рідкісних ендеміків, тварин і птахів. Якщо в деяких західних прибережних районів є відносно посушливі області, то всередині країни часто йдуть тривалі зливи. Папуга Sisserou (також знаний як Імперська Амазонка), національний птах острова, зображений на національному прапорі.
Економіка Домініки значною мірою залежить від туризму і від сільського господарства.
Христофор Колумб назвав острів на честь дня тижня, в який він відкрив його, неділі (лат. Dominicus) 3 листопада 1493 року. Наступну сотню років після цієї події Домініка залишалася ізольованою від решти всього світу, навіть більше за всі інші Карибські острови, відрізняючись, тим самим, від них, тим, що останні поступово освоювалися європейцями. Формально Франція поступилася володінням Домінікою Сполученому Королівству в 1763 році. Сполучене Королівство заснувало систему управління, зробивши, таким чином, острів повноцінною колонією в 1805 році.
Ліквідація рабовласництва всюди в Британської імперії сталася в 1834 році, а в 1838 році Домініка стала першою британською карибською колонією, в законодавчому органі якої стало переважати африканська більшість. 1896 року Сполучене Королівство змінило систему урядового контролю над островом, удосконаливши статус цієї британської колонії. З 1958 до 1962 рік Домініка стала частиною Федерації Вест-Індії. 1978 року Співдружність Домініки остаточно стало незалежною державою.

## Політичний устрій
Республіка, президент обирається парламентом (що складається з 32 депутатів, 21 — обираються загальним голосуванням, 9 — призначаються, 2 — особливі посади).
Основні політичні партії (представлені в парламенті, за підсумками виборів у грудні 2009 року):
- Партія Праці Домініки (ліва) — 18 депутатів
- Об'єднана Робоча партія (центристська) — 3 депутати

Також є не представлені в парламенті партії — Партія Свободи Домініки (права), Народний Рух Домініки, Прогресивна партія Домініки. Діє нелегальний Рух Визволення Домініки (ультраліве).
У січні 2008 року Домініка вступила в організацію ALBA (Alternativa Bolivariana para las Americas), куди раніше вступили Венесуела, Куба, Болівія, Гондурас і Нікарагуа, які проводять жорстку антиамериканську політику.

## Адміністративний поділ
| Домініка поділяється на десять парафій: 1. Сент-Ендрю 2. Сент-Девід 3. Сент-Джордж 4. Сент-Джон 5. Сент-Джозеф 6. Сент-Люк 7. Сент-Марк 8. Сент-Патрік 9. Сент-Пол 10. Сент-Пітер | Мапа парафій Домініки |

## Населення
Чисельність населення — 72,8 тис. (оцінка на липень 2010). Річний приріст — 0,2 % (високий рівень еміграції з країни). Середня тривалість життя — 73 роки у чоловіків, 79 років у жінок. Міське населення — 74 %. Грамотність дорослого населення — 94 % (оцінка 2003).
Етно-расовий склад: негри — 86,8 %, мулати — 8,9 %, індіанці-кариби — 2,9 %, білі — 0,8 %, інші — 0,7 % (за переписом 2001 року).
Релігії: католики — 61,4 %, адвентисти сьомого дня — 6 %, п'ятидесятники — 5,6 %, баптисти — 4,1 %, методисти — 3,7 %, церква Бога — 1,2 %, свідки Єгови — 1, 2 % (2,10 % на 2011 рік), інші християни — 7,7 %, растафаріани — 1,3 %, інші — 1,6 %, атеїсти — 6,1 % (за переписом 2001 р.).
Мови: Державна мова — англійська, поширений також патуа — місцева креольська мова, діалект на основі французької. Крім англійських, на острові багато французьких топонімів.

## Економіка
Див. Економіка Домініки.
У 2008 році у Домініки був один з найнижчих валових внутрішніх продуктів на душу населення (ВВП) серед східнокарибських держав. У країні в 2003 і 2004 роках вибухнула фінансова криза, але в 2005 економіка Домініки виросла на 3,5 %, а в 2006 — на 4,0 %, що стало безсумнівним прогресом після десятиліття стагнації та занепаду. Зростання у 2006 році пояснюється доходами від туризму, будівництвом у внутрішній частині острова та іншими послугами, а також успіхами бананової промисловості. Міжнародний валютний фонд (МВФ) недавно похвалив уряд Домініки за успішність його макроекономічних реформ. Міжнародний валютний фонд також вказав на проблеми, що потребують уваги, зокрема потребу надалі скороченні боргу, надмірного регулювання фінансового сектора, а також збільшенні ринкової конкуренції.
Культивування бананів й інші галузі сільського господарства домінують у структурі економіки Домініки, майже одна третина працюючих зосереджена в сільському господарстві. Цей сектор, проте, дуже залежний від погодних умов і від зовнішніх факторів, що впливають на ціни на товари. 2007 року ураган Декан завдав істотної шкоди аграрному сектору, торкнувшись також інфраструктуру країни, особливо доріг. У відповідь на зменшення потреб споживачів Європейського союзу (ЄС) в бананах, уряд став всебічно розвивати інші галузі аграрного сектора, надаючи підтримку вирощуванню та виробництву кави, алое, квітів, а також екзотичних фруктів, таких як манго, гуава і папая. Домініка також успішно збільшила свій виробничий експорт, насамперед мила.
У 2015 р. ураган «Еріка» завдав великих збитків економіці та інфраструктурі острова-держави.
Домініка — вулканічний острів, а тому має зовсім небагато пляжів; тому туризм розвивається повільніше, ніж на сусідніх островах. Однак, гори Домініки, тропічні ліси, прісноводні озера, водоспади та інше роблять її привабливою для екотуризму. Зупинки в дорозі круїзних кораблів збільшилися після розвитку сучасної інфраструктури в порту столиці Розо. З 22 карибських островів, по яких є дані, на Домініці була найменша кількість туристів у 2008 році (55 800 або 0,3 % від загальної кількості по регіоні). Це приблизно половина від кількості тих, хто відвідали Гаїті.
Валюта Домініки — Східно-карибський Долар.
Домініка — бенефіціарій американської Ініціативи для країн Карибського басейну, завдяки якій багато товарів ввозяться в Сполучені Штати безмитно. Домініка також входить в Карибське Співтовариство (CARICOM), Карибський спільний ринок, а також Організацію Східно-карибських держав (OECS).
Домініка надає іноземним компаніям статус, завдяки якому вони не обкладаються податками. Не відома точна вигода компаній від неоподатковуваного статусу через сувору політику конфіденційності, що проводиться урядом, хоча відомо, що багато інтернет-фірм використовують Домініку саме з цієї причини.

## Освіта
В острова є свій власний державний коледж, який раніше мав назву Коледж Кліфтона Дюпіньї. Деякі домініканці отримують вищу освіту в університетах на Кубі. Інші навчаються в Університеті Вест-Індії, університетах Великої Британії, Сполучених Штатів або інших країн, що надають можливість для отримання якісної вищої освіти. Університет Росса, військово-медична школа, розташований в Портсмуті. Центр тропічних досліджень Арчболд і Освітній центр, біологічна польова станція, що належала університету Клемсона, розташовані в Спрінгфілді, між Кейнфілдом і Понд Кассе. 2006 року в тимчасовому приміщенні в Любіре відкрилася інша військово-медична школа під назвою Медичний університет Всіх Святих, з постійним університетським містечком, побудованому у Гранд Бей. Зараз університет розташовується в Розо, столиці Домініки. Є також морська школа біології в Махауті, I.T.M.E. (Інститут Тропічної Морської Екології) зачинений в 2009 році. На Домініці започатковано щорічне свято, пов'язане з освітою — національний день грамотності.

## Культура
Територія Східного узбережжя Домініки — батьківщина племені Калінаго.
Домініка є батьківщиною найрізноманітніших в етнічному відношенні людей. Хоча історично острів був батьківщиною декількох племен, коли європейські поселенці досягли острова, там жили лише араваки і карибське плем'я Калінаго. Різанина (Massacre) — назва річки, присвячена вбивствам місцевих жителів французькими та британськими поселенцями, бо річка була червона від крові протягом декількох днів. Кожен (як французи, так і британці) намагалися освоїтися на острові і імпортували рабів з Африки. Кариби, котрі залишилися, тепер живуть на 3700 акрах (15 км²) території на східному узбережжі острова. Вони вибирають свого власного керівника. Таке поєднання культур важливе для Домініки.
Музика і танці — важливі аспекти культури Домініки. Щорічні святкування на честь здобуття незалежності являють собою фестиваль традиційної пісні і танцю, якому передує з 1997 року тиждень креольської культури, зокрема така подія, як «Світовий фестиваль креольської музики». Домініка здобула популярність на міжнародній музичній сцені У 1973 році, коли Гордон Хендерсон заснував в еміграції групу «Exile One» і оригінальний музичний жанр, який він назвав «Cadence-lypso», що поклав початок сучасної креольської музики.
11-ий щорічний Світовий фестиваль креольської музики був вперше проведений 27 жовтня 2007 року, ставши частиною святкування річниці незалежності острова від Великої Британії 3 листопада. Святкування, що розтягнулися на цілий рік, почалися в січні 2008 року, коли країна відзначала 30-річчя здобуття незалежності.
Домініка часто розглядається як суспільство, яке мігрує з колективізму до індивідуалізму. Економіка — така, що розвивається, раніше була залежна від сільського господарства. Залишки колективістського мислення все ще помітні в маленьких містах і селах, які поширені на всій території острова.
У 1890 році на Домініці в Розо народилася Джин Рис, вест-індійська і англійська письменниця, романістка та есеїстка.

## Кухня
Домінікська кухня схожа на інші кухні карибських країн. Загальні основні страви включають м'ясо (зазвичай курятина, але може бути козяче м'ясо, баранина або яловичина) з соусом. Соуси — або пряні перцеві, або суміші, зроблені з місцевих фруктів. Величезну різноманітність місцевих фруктів не проігнорували жителі острова, які зазвичай роблять з них різноманітні соуси або соки. Саусеп вживається тільки в очищеному вигляді.

## Спорт
Крикет є найпопулярнішим видом спорту на острові і Домініка змагається в тестовому крикеті в рамках Збірної команди з крикету Вест-Індії. 24 жовтня 2007 року був завершений 8000-місний Windsor Park — стадіон для крикету завдяки пожертвуванням у розмірі 33 млн східно-карибських доларів (17 млн дол. США, 12 млн. €) від уряду Китайської Народної Республіки.

## Збройні сили
Види збройних сил: Поліцейські сили Співдружності Домініка (включаючи загін особливого призначення та берегову охорону).